# Campeonato Tocantinense 2025
In 2025 werd het 33ste Campeonato Tocantinense gespeeld voor voetbalclubs uit de Braziliaanse staat Tocantins. De competitie werd georganiseerd door de FTF en werd gespeeld van 4 februari tot 5 april. Omdat de twee degradanten van vorig jaar datzelfde jaar in de tweede klasse promotie konden afdwingen speelden dezelfde teams in de competitie als vorig seizoen. União werd kampioen. 

## Eerste fase
| Plaats | Club                  | Wed. | W | G | V | Saldo | Ptn. |
| ------ | --------------------- | ---- | - | - | - | ----- | ---- |
| 1.     | Tocantinópolis        | 7    | 5 | 1 | 1 | 15:6  | 16   |
| 2.     | Capital               | 7    | 5 | 0 | 2 | 8:4   | 15   |
| 3.     | Araguaína             | 7    | 3 | 1 | 3 | 9:7   | 10   |
| 4.     | União                 | 7    | 3 | 1 | 3 | 7:12  | 10   |
| 5.     | Gurupi                | 7    | 2 | 4 | 1 | 9:5   | 10   |
| 6.     | Bela Vista            | 7    | 2 | 1 | 4 | 7:11  | 7    |
| 7.     | Batalhão              | 7    | 1 | 3 | 3 | 12:11 | 6    |
| 8.     | Tocantins de Miracema | 7    | 1 | 1 | 5 | 4:15  | 4    |

|  | Gekwalificeerd voor tweede fase |

## Tweede fase
In geval van gelijkspel worden strafschoppen genomen, tussen haakjes weergegeven. 
|  | halve finale   | halve finale | halve finale | halve finale |  |           | finale | finale | finale | finale |
|  |                |              |              |              |  |           |        |        |        |        |
|  |                |              |              |              |  |           |        |        |        |        |
|  | Tocantinópolis | 0            | 0            | 0            |  |           |        |        |        |        |
|  | União          | 1            | 0            | 1            |  |           |        |        |        |        |
|  |                |              |              |              |  | União     | 1      | 0      | 1 (5)  |        |
|  |                |              |              |              |  | Araguaína | 1      | 0      | 1 (4)  |        |
|  | Capital        | 2            | 0            | 2            |  |           |        |        |        |        |
|  | Araguaína      | 1            | 3            | 4            |  |           |        |        |        |        |

## Totaalstand
| Plaats | Club                  | Wed. | W | G | V | Saldo | Ptn. |
| ------ | --------------------- | ---- | - | - | - | ----- | ---- |
| 1.     | União                 | 11   | 4 | 4 | 3 | 9:13  | 16   |
| 2.     | Araguaína             | 11   | 4 | 3 | 4 | 14:10 | 15   |
| 3.     | Capital               | 9    | 6 | 0 | 3 | 10:8  | 18   |
| 4.     | Tocantinópolis        | 9    | 5 | 2 | 2 | 15:7  | 17   |
| 5.     | Gurupi                | 7    | 2 | 4 | 1 | 9:5   | 10   |
| 6.     | Bela Vista            | 7    | 2 | 1 | 4 | 7:11  | 7    |
| 7.     | Batalhão              | 7    | 1 | 3 | 3 | 12:11 | 6    |
| 8.     | Tocantins de Miracema | 7    | 1 | 1 | 5 | 4:15  | 4    |

|  | Kampioen, geplaatst voor Série D 2026, Copa do Brasil 2026 en Copa Verde 2026     |
|  | Vicekampioen, geplaatst voor Série D 2026, Copa do Brasil 2026 en Copa Verde 2026 |
|  | Uitgeschakeld in halve finale                                                     |
|  | Degradatie naar Segunda Divisão 2025                                              |

### Kampioen
| Campeonato Tocantinense de 2025 |
| Tocantins                       |
| ------------------------------- |
| UNIÃO Kampioen (3° titel)       |